# Bande des 20 mètres
La bande 14 MHz désignée aussi par sa longueur d'onde : 20 mètres, est une bande du service radioamateur destinée à établir des radiocommunications de loisir. Cette bande est utilisable pour le trafic intercontinental et continental.

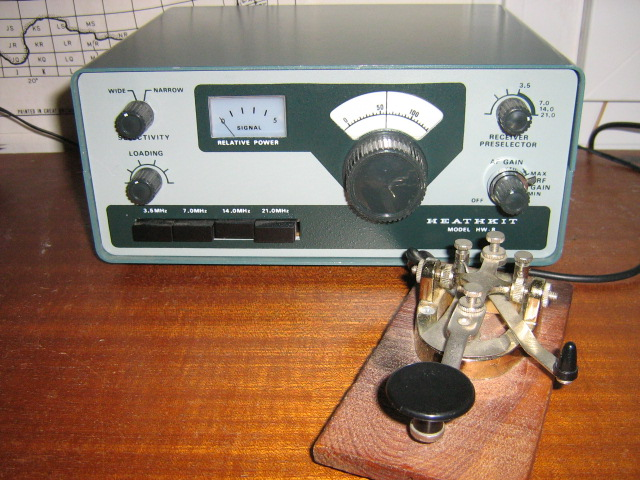
Un émetteur récepteur radiotélégraphique de quelques watts alimentant une simple antenne ground plane sur le sol permet des liaisons intercontinentales sur cette bande.

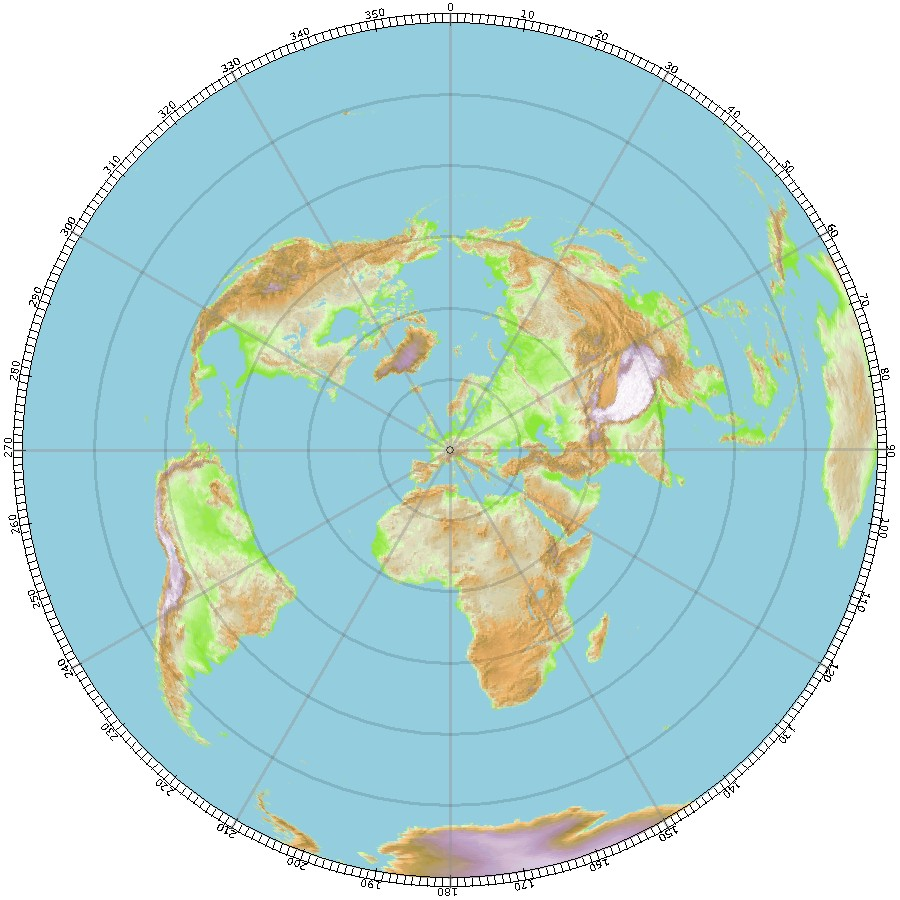
carte azimutale

## La bande des 20 mètres dans le monde
- Dans le du monde: (UIT): la bande 14 MHz à 14,35 MHz est attribuée au service amateur[1].
- 14 MHz à 14,101 MHz Radiotélégraphie et digimodes.
- 14,101 MHz à 14,35 MHz Radiotéléphonie et digimodes.

### Tableau de la bande des 20 mètres
| Bande des 20 mètres | 14000 14070 | 14070 14099 | B | 14101 14350 |
| ------------------- | ----------- | ----------- | - | ----------- |
| IARU Region 1       |             |             |   |             |

Légende
|  | = CW, data (Bande passante <200 Hz)                                          |
|  | = CW, RTTY, Digimodes (Bande passante <500 Hz)                               |
|  | = CW, RTTY, Digimodes, sans SSB (Bande passante <2,7 kHz)                    |
|  | = CW, radiotéléphonie, image (Bande passante <3 kHz)                         |
|  | = CW, radiotéléphonie, image (Bande passante <3 kHz)                         |
|  | = CW, Digimodes, packet, FM, radiotéléphonie, image (Bande passante <20 kHz) |
|  | = CW, RTTY, Digimodes, test, radiotéléphonie, image                          |
|  | = Satellites                                                                 |
|  | = Balises                                                                    |

## Historique
- Cette bande d'amateurs de T.S.F. est créé le 1er janvier 1929 par la Conférence de Washington puis La Haye.

## La manœuvre d’une stationradioamateur
Pour manœuvrer une station radioamateur dans la bande 20 mètres, il est nécessaire de posséder un Certificat d'opérateur du service amateur de classe HAREC.

## Répartition des fréquences de la bande 14 MHz à 14,35 MHz
| Radiotélégraphie |
| Tous modes       |

| Fréquences en MHz | Utilisations radioamateur                                                                               | Modes                    |
| ----------------- | --- | ------------------------ |
|                   | |                          |
| 14.000 à 14.020   | Radioamateurs en radiotélégraphie                                                                       | C.W.                     |
| 14.020 à 14.030   | Radioamateurs liaison intercontinentales en radiotélégraphie                                            | C.W.                     |
| 14.030 à 14.040   | Radioamateurs en radiotélégraphie                                                                       | C.W.                     |
| 14.040            | Fréquence préférentielles pour le trafic I.O.T.A. en radiotélégraphie                                   | C.W.                     |
| 14.040 à 14.045   | Radioamateurs en radiotélégraphie                                                                       | C.W.                     |
| 14.045            | Union française des télégraphistes UFT et radioamateurs en radiotélégraphie                             | C.W.                     |
| 14.045 à 14.047   | Radioamateurs en radiotélégraphie                                                                       | C.W.                     |
| 14.0475           | W1AW: cours de radiotélégraphie et information activité radioamateurs A.R.R.L.(U.S.A.).P: 1 kW          | C.W.                     |
| 14.048 à 14.049   | Radioamateurs en radiotélégraphie                                                                       | C.W.                     |
| 14.050            | Fréquence d’appel en radiotélégraphie                                                                   | C.W.                     |
| 14.051 à 14.054   | Radioamateurs en radiotélégraphie                                                                       | C.W.                     |
| 14.055            | Radioamateurs en télégraphie lente                                                                      | C.W.                     |
| 14.056 à 14.059   | Radioamateurs en radiotélégraphie                                                                       | C.W.                     |
| 14.060            | Fréquence d’appel en radiotélégraphie de faible puissance                                               | C.W.                     |
| 14.061 à 14.070   | Radioamateurs en radiotélégraphie                                                                       | C.W.                     |
| 14.061 à 14.070   | Radioamateurs en radiotélégraphie                                                                       | C.W.                     |
| 14.070            | Canal scouts en radiotélégraphie                                                                        | C.W.                     |
| 14.070 à 14.089   | Radioamateurs en radiotélégraphie                                                                       | Digimodes                |
| 14.089 à 14.099   | Stations radioamateurs automatiques numériques                                                          | Digimodes                |
| 14.099 à 14.101   | Balises d'étude de la propagation internationale, bande des 20 mètres                                   | C.W.                     |
| 14.101 à 14.112   | Stations radioamateurs automatiques numériques                                                          | Digimodes                |
| 14.112 à 14.127   | radioamateurs                                                                                           | U.S.B./C.W.              |
| 14 130            | Radioamateurs en voix numérique en faible puissance                                                     | Numérique                |
| 14.132            | sécurité civile ADRASEC                                                                                 | U.S.B.                   |
| 14.135 à 14.182   | radioamateurs                                                                                           | U.S.B./C.W.              |
| 14.182            | sécurité civile ADRASEC                                                                                 | U.S.B.                   |
| 14.182 à 14.190   | Radioamateurs                                                                                           | U.S.B./C.W.              |
| 14.190 à 14.195   | Radioamateurs en expéditions communications intercontinentales                                          | U.S.B./C.W.              |
| 14.195            | Canal d’appels radioamateurs en expéditions communications intercontinentales                           | U.S.B./C.W.              |
| 14.195 à 14.200   | Radioamateurs en expéditions communications intercontinentales                                          | U.S.B./C.W.              |
| 14.200 à 14.225   | Radioamateurs                                                                                           | U.S.B./C.W.              |
| 14.225 à 14.230   | Radioamateurs, bande des 20 mètres                                                                      | U.S.B./S.S.T.V./Fax/C.W. |
| 14.230            | Fréquence internationale d’appel par Fax et S.S.T.V.                                                    | S.S.T.V./Fax             |
| 14.230 à 14.253   | Radioamateurs, bande des 20 mètres                                                                      | U.S.B./S.S.T.V./Fax/C.W. |
| 14.253            | Bicycle Mobile Hams of América, bande des 20 mètres                                                     | U.S.B./C.W.              |
| 14.253 à 14.260   | Radioamateurs                                                                                           | S.S.T.V./Fax/U.S.B./C.W. |
| 14.260            | Fréquence préférentielles pour le trafic I.O.T.A. en radiotéléphonie                                    | U.S.B.                   |
| 14.260 à 14.266   | Radioamateurs                                                                                           | S.S.T.V./Fax/U.S.B./C.W. |
| 14.266            | Radioamateurs en Espéranto () à 12h30 et 20h30 UTC le samedi et dimanche. À 12h30 UTC le lundi.         | U.S.B.                   |
| 14.266 à 14.285   | Radioamateurs                                                                                           | S.S.T.V./Fax/U.S.B./C.W. |
| 14.285            | Fréquence internationale d’appel en radiotéléphonie en faible puissance                                 | U.S.B.                   |
| 14.285 à 14.290   | Radioamateurs                                                                                           | U.S.B./S.S.T.V./Fax/C.W. |
| 14.290            | Canal scouts                                                                                            | U.S.B./C.W.              |
| 14.290 à 14.297   | Radioamateurs                                                                                           | U.S.B./C.W.              |
| 14.300            | Canal international « Emergence Center of Activity » Trafic Intercontinental et Service Mobile Maritime | U.S.B.                   |
| 14.303            | Aide Internationale                                                                                     | U.S.B./C.W.              |
| 14.306 à 14.313   | Radioamateurs, bande des 20 mètres (trafic intercontinental alternatif service mobile maritime          | U.S.B.                   |
| 14.313            | Réseau Service Mobile Maritime                                                                          | U.S.B.                   |
| 14.313 à 14.330   | Radioamateurs, bande des 20 mètres (trafic intercontinental alternatif service mobile maritime          | U.S.B.                   |
| 14.332            | Assistance médicale radioamateurs                                                                       | U.S.B./C.W.              |
| 14.335 à 14.340   | Radioamateurs                                                                                           | U.S.B./C.W.              |
| 14.3425           | Radioamateurs en mobile pédestre et en mobile bicyclette                                                | U.S.B./C.W.              |
| 14.345 à 14.350   | Radioamateurs                                                                                           | U.S.B./C.W.              |

## Les antennes

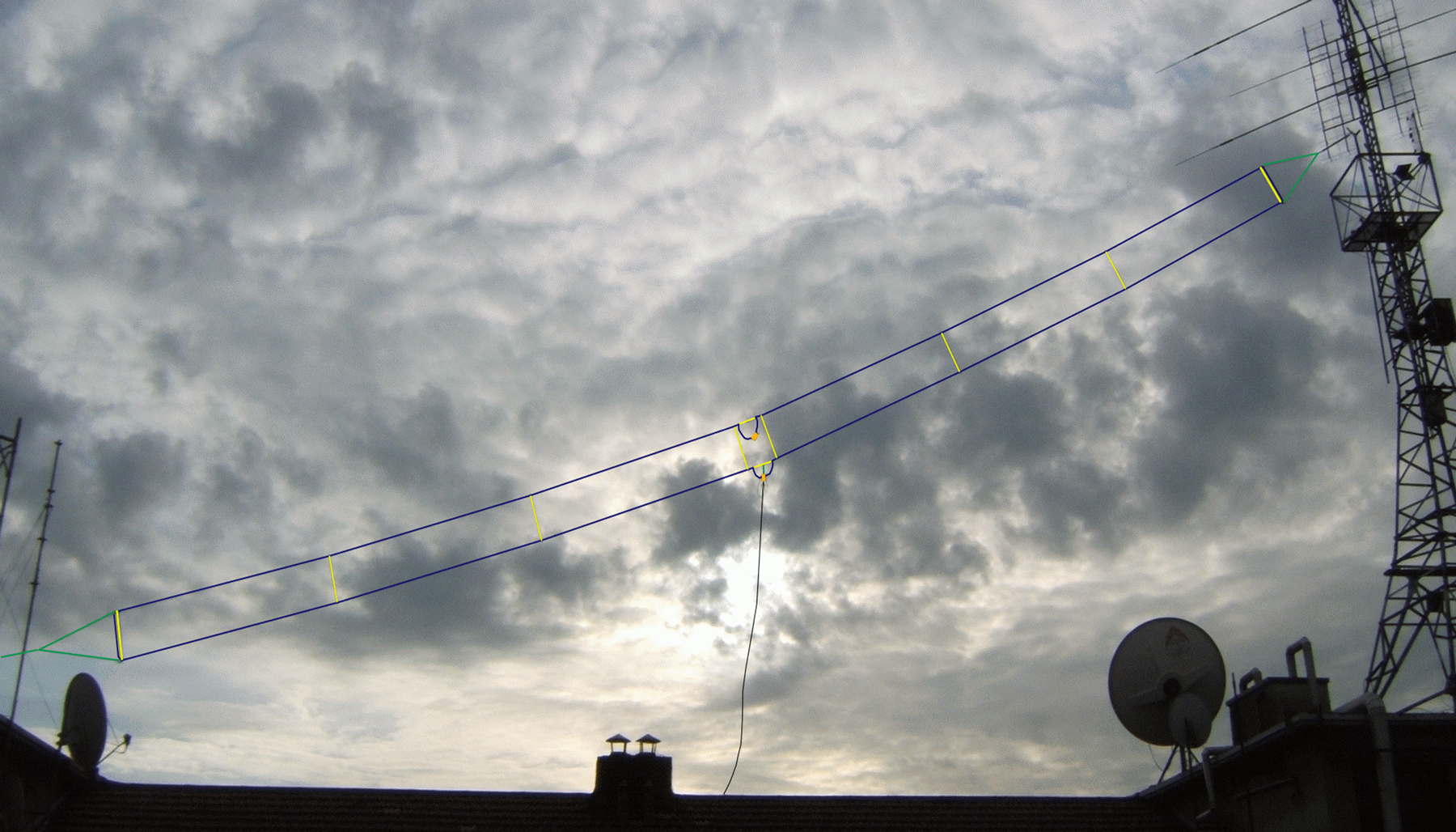
Antenne apériodique (W3HH) (T2FD)

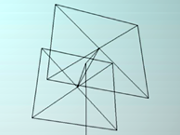
Antenne Quad pour les radiocommunications à grande distance

Les antennes les plus utilisées sur cette bande :
- Antenne Yagi
- Antenne quad
- Antenne losange
- Antenne log-périodique
- Antenne ground plane
- Antenne fouet
- Antenne fouet hélicoïdale (mobile)
- Antenne fouet à bobine (mobile)
- Antenne dipolaire ou dipôle
- l’antenne Conrad-Windom
- l’antenne Levy
- l’antenne Zeppelin
- l’antenne delta-loop
- Antenne G5RV
- l’antenne en "L"
- Antenne dipolaire en « V » inversé demi-onde
- l’antenne apériodique (W3HH) (T2FD)
- l’antenne long-fil

## La propagation sur la bande 14 MHz

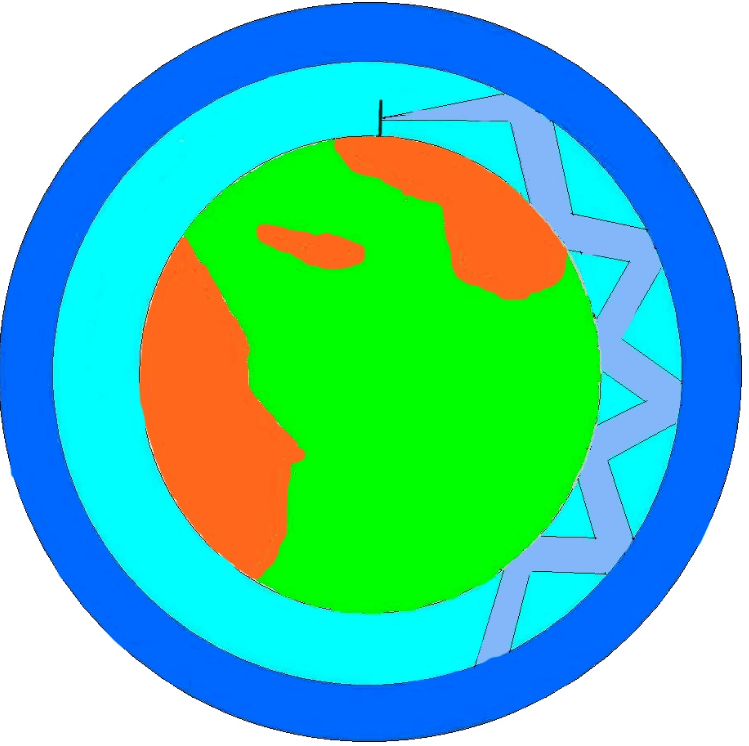
La propagation par onde réfléchie entre ciel et terre.

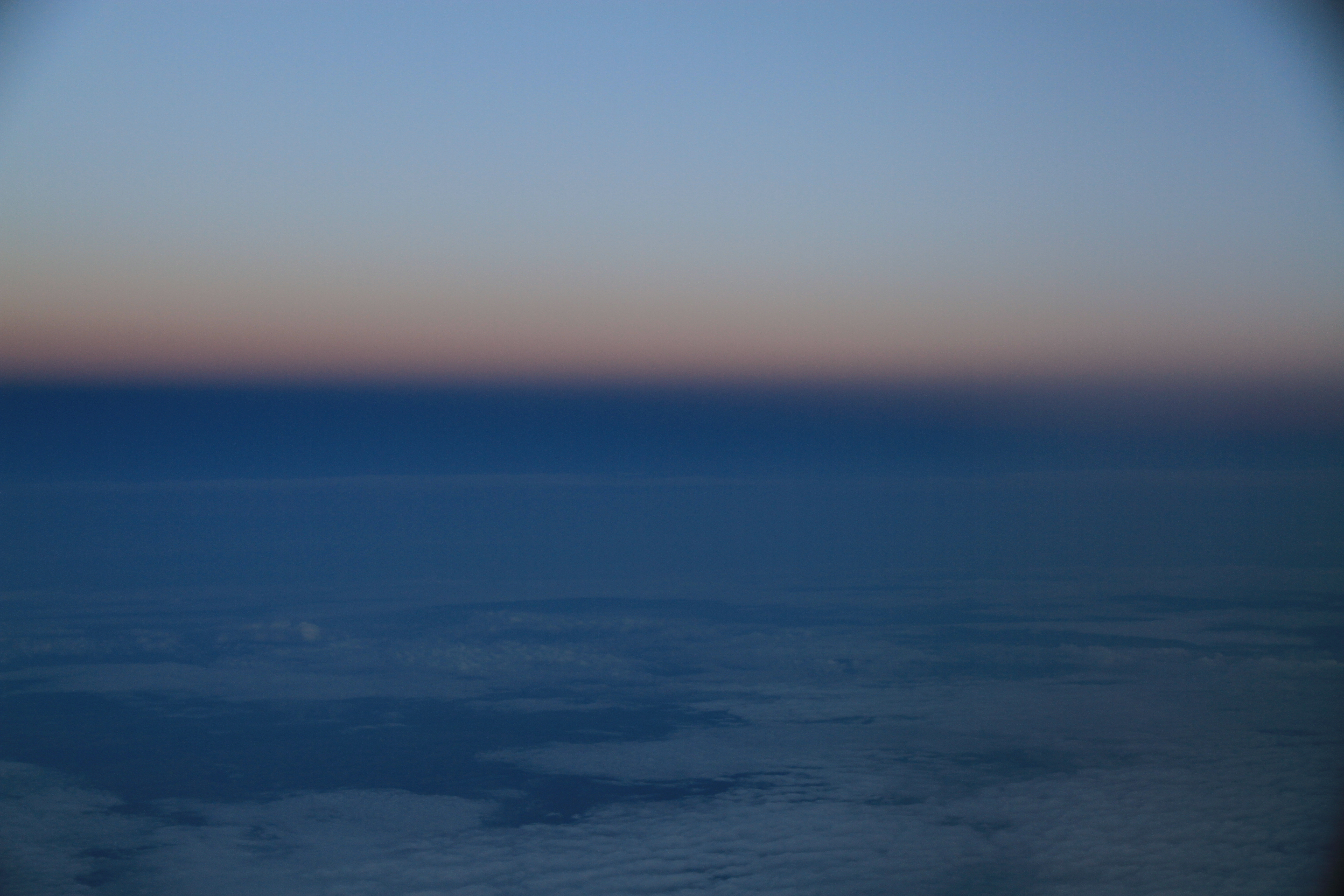
Ligne grise (Grey line).

- La bande est ouverte presque 24 heures sur 24 pour les communications intercontinentales lorsque l’émetteur est dans le jour et le récepteur dans la nuit, ou inversement. 
 En période de faible activité solaire, en l’hiver, après le coucher du soleil depuis l'Europe la bande a tendance à se fermer quelques heures du fait de l'inclinaison terrestre en donnant les nuits les plus longs.
- Bande ouverte pour les communications nationales et continentales.
- Distance de saut variant de 800 km le jour à 1 600 km la nuit.
- Sur cette bande 14 MHz ; un émetteur radiotélégraphique de quelques watts alimentant une simple antenne ground plane de 5 mètres sur le sol permet des liaisons intercontinentales. Ces liaisons stables peuvent dépasser les 30,000 km le créneau horaire est en général d'une heure ou deux maximum, des antennes a gain de type Yagi ou cubical quad et quelques centaines de watts sont alors utiles pour établir de bonnes liaisons en radiotéléphonie.
- De plus on rencontre en partant de l’émetteur une petite zone de réception par onde de sol qui suit la courbure de la terre un peu après l'horizon optique, une zone de silence, une zone de réception indirecte, une zone de silence, une zone de réception indirecte, une zone de silence et ainsi de suite. L’énergie radiofréquence est réfléchie par les couches de l'ionosphère. Ces réflexions successives entre le sol ou la mer et les couches de l'ionosphère permette des liaisons radiotélégraphique intercontinentales.
- Dans certains cas de propagation appelée backscatter ou rétrodiffusion deux correspondants diriges vers les États-Unis par exemple s'entendent a 200 ou 300 ou 500 km de distance avec souvent des phénomènes d'écho une partie du signal est ainsi réfléchie et retournée vers la station émettrice…
- Le matin ou le soir quand la terre entre ou sort de la nuit, une zone entre le ciel bleu en jour et le ciel transparent de la nuit est appelé ligne grise ou Grey line en anglais, c'est le moment plus favorable pour les radiocommunications à longue distance. La ligne grise relie un pôle a l'autre et se modifie au gré des saisons modifiant du coup la propagation à longue distance de cette bande, cela pour une durée de 30 minutes.
- Les communications peuvent se faire par le chemin le plus court « short path » mais aussi par le plus long trajet « long path » dans ce cas on pointera l'antenne vers l'Océan Indien pour contacter la Californie ou Tahiti depuis la France tous les contacts long path passent par le même point pour une station émettrice un point d ailleurs privilegie son antipode exact le long path se pratique aussi sur les autres bandes amateur

Cliquer sur le lien et visualisez la ligne grise en temps réel
Pour obtenir la carte actualisée de la Terre. 

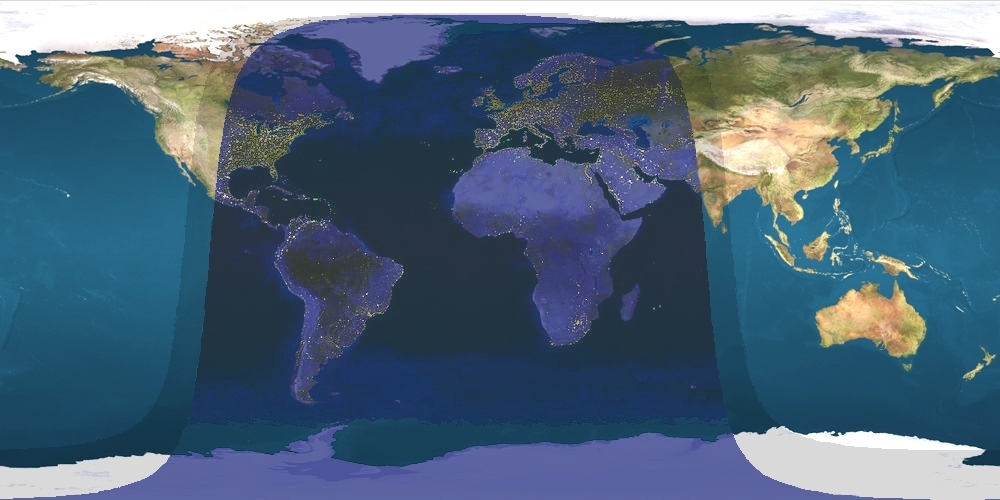
Parcours nocturnes et éclairé par le soleil à 01h UTC
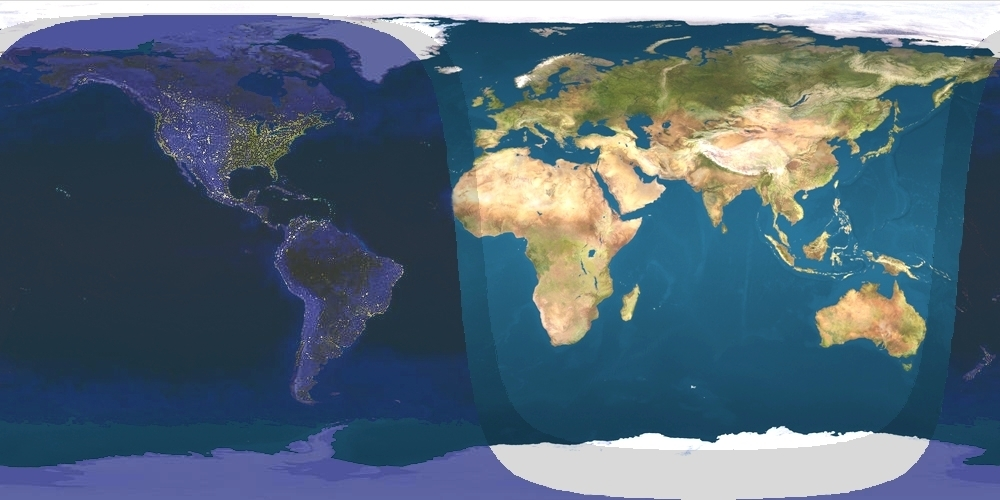
Parcours nocturnes et éclairé par le soleil à 07h UTC
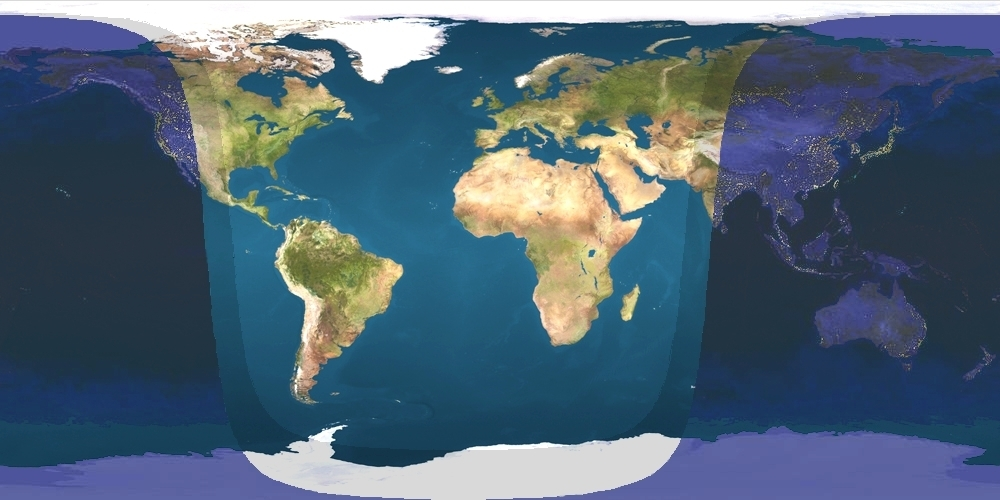
Parcours nocturnes et éclairé par le soleil à 13h UTC
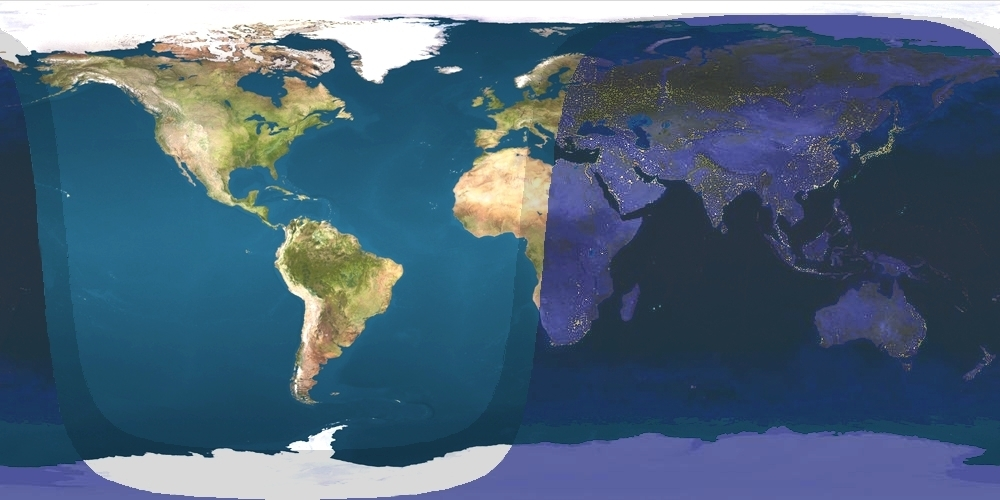
Parcours nocturnes et éclairé par le soleil à 17h UTC
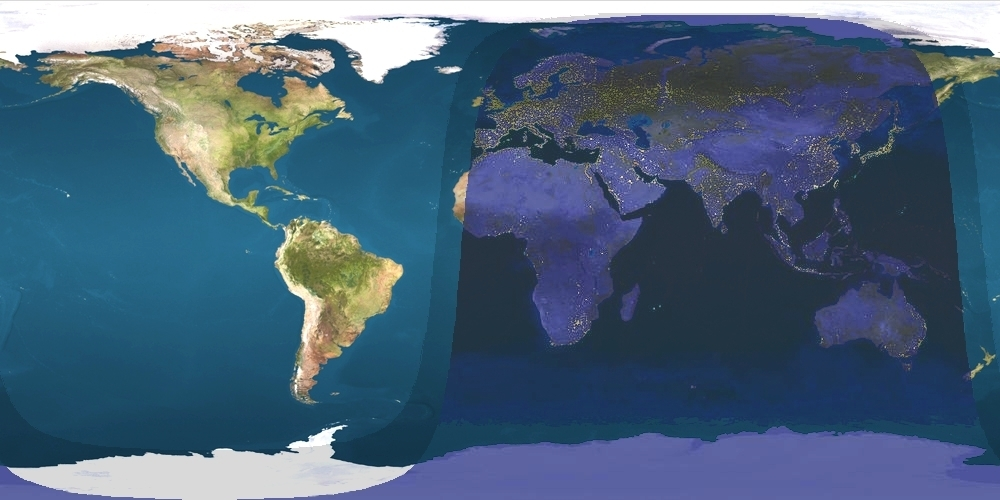
Parcours nocturnes et éclairé par le soleil à 19h UTC
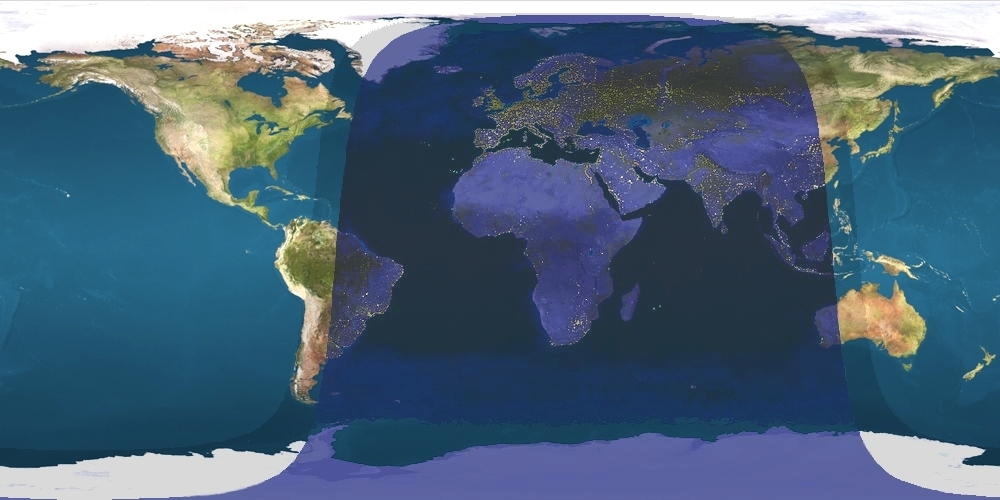
Parcours nocturnes et éclairé par le soleil à 22h UTC

## Catastrophe

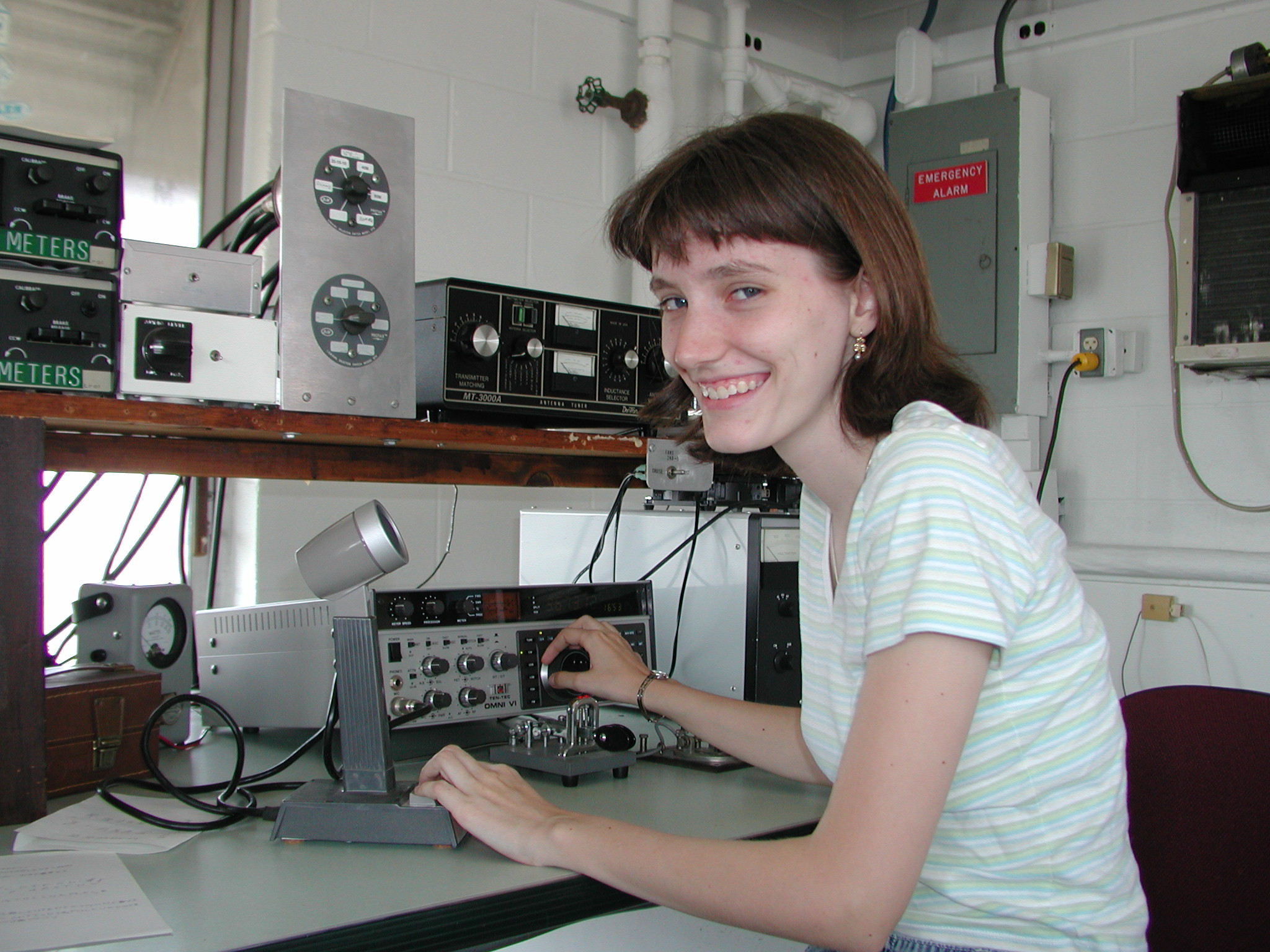
YL radioamateur.

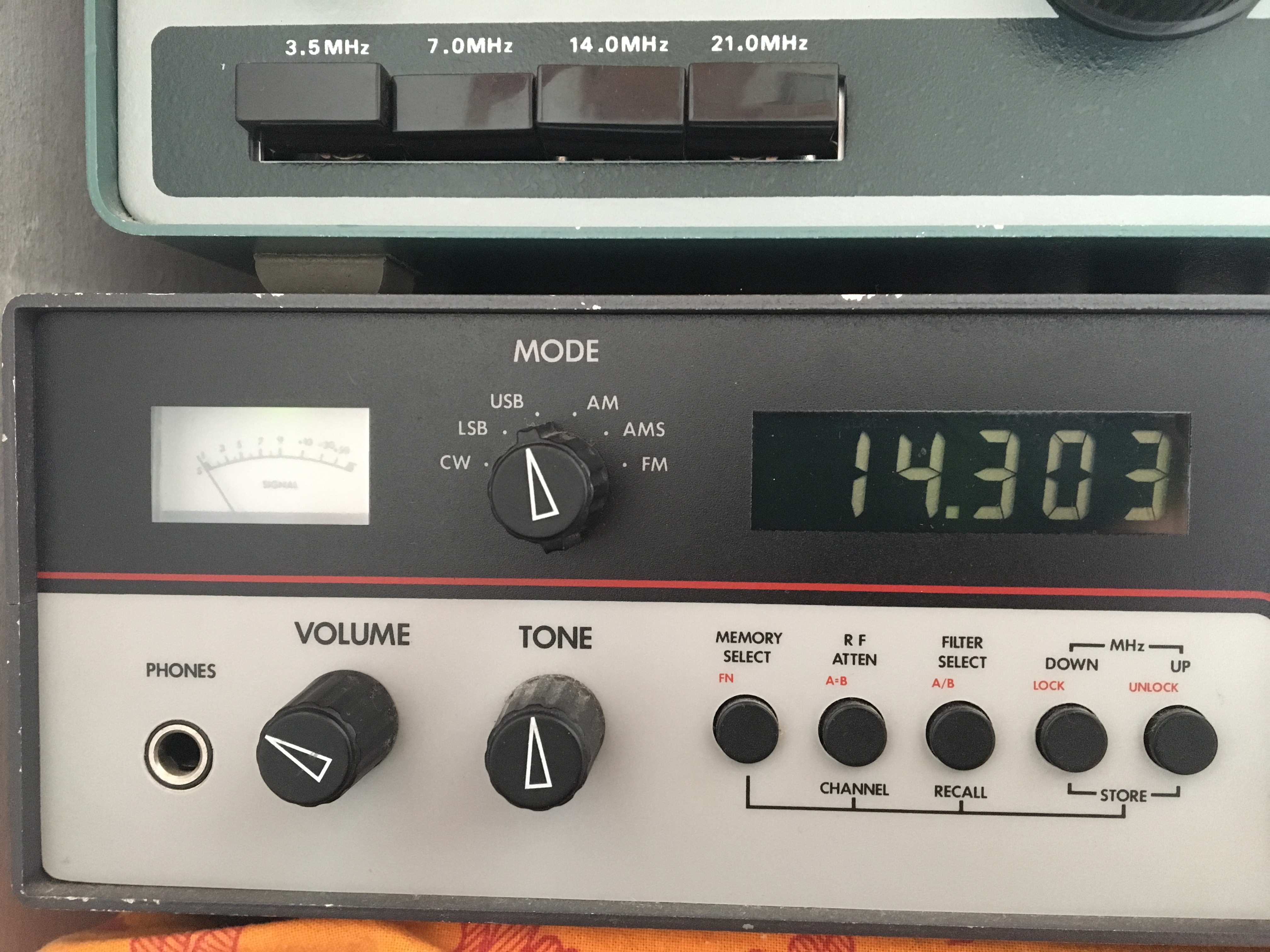
Réception sur 14.303 MHz utilisé pour l'appel d'aide internationale humanitaire entre radioamateurs.

Les bandes du service radioamateurs sont bien adaptées à une utilisation à bref délai dans les cas d'urgence.
Les secours sont en droit d'établir des contacts radios par le truchement d'une station de radioamateur, dans le cas de catastrophe,.
 Depuis la zone de catastrophe l'organisation intervenante sur dans la zone demande à l'opérateur radioamateur d'appeler n'importe quelle autre station de radioamateur, si possible située dans le pays à contacter, pour établir un contact direct et immédiat par téléphone avec le secrétariat de l'organisation ou avec la station de radio de l'organisation.
- Pour le trafic intercontinental, l'IARU recommande l’utilisation, pour l'appel d'urgence en cas de catastrophe, des fréquences suivantes[6] :
- 14,300 MHz Emergence Center of Activity.
- De plus en fonction de l'aide souhaité, des permanences internationales radioamateurs sont effectuées sur les fréquences :
- 14,303 MHz Aide internationale
- 14,313 MHz Réseau service mobile maritime
- 14,332 MHz Assistance médicale

De plus les radioamateurs au service de la sécurité civile utilisent les fréquences : 14,132 MHz et 14,182 MHz.